# Tomáš Bárta
Tomáš Bárta (Olomouc, 28 april 1999) is een Tsjechisch wielrenner die in 2025  bij Epronex - Hungary Cycling Team rijdt. Zijn jongere zus Gabriela is eveneens wielrenner.

## Carrière
Als tweedejaars belofte werd Bárta nationaal kampioen op de weg. Een jaar later werd hij zesde. In 2021 maakte hij de overstap van TUFO-Pardus Prostějov naar Topforex-ATT Investments. Namens die ploeg werd hij dat jaar onder meer derde in de Trofej Umag, vijfde in het eindklassement van de Ronde van Mazovië en achtste in dat van de Baltic Chain Tour. In 2022 ging hij door met het verzamelen van ereplaatsen. Zijn seizoen startte met een tweede plaats in de Trofej Umag en een zesde plaats in de Trofej Poreč. In juli won hij de tweede etappe in de Grote Prijs van Gemenc. In het eindklassement moest hij enkel Luke Mudgway voor zich dulden. Een week later werd hij ook tweede in de Grote Prijs van Kranj.
In 2023 werd Bárta prof bij Caja Rural-Seguros RGA. Zijn debuut voor de ploeg maakt hij in de Grote Prijs La Marseillaise, waar hij na het overschrijden van de tijdslimiet over de finish kwam. In de eerste rit in lijn van de Ronde van Portugal sprintte hij naar de derde plek. In oktober nam hij deel aan de tweede editie van het wereldkampioenschap gravel, maar hier eindigde hij buiten de top honderd.

## Overwinningen
2019
 Tsjechisch kampioen op de weg, Beloften
2022
2e etappe Grote Prijs van Gemenc

## Ploegen
- 2018 –  Pardus-TUFO Prostějov
- 2019 –  TUFO-Pardus Prostějov
- 2020 –  TUFO-Pardus Prostějov
- 2021 –  Topforex-ATT Investments
- 2022 –  ATT Investments
- 2023 –  Caja Rural-Seguros RGA
- 2024 –  Caja Rural-Seguros RGA
- 2025 –  Epronex - Hungary Cycling Team

Babor · Bárta · Dolníček · Hník · Lichnovský · Pszczolarski · Tyrpekl · Zoebenko
Amezqueta · Aular · Babor · Balderstone · Barceló · Barrenetxea · Bárta · Cepeda · Etxeberria · García · González · Hailemichael · Johnston · Leitão · López · Martín · Murguialday · Nicolau · Pira · Prades ·Schlegel  · Sorarrain (vanaf 31/7) · Guardeño (stagiair) · Ibáñez (stagiair) · Silva (stagiair)
Arriola-Bengoa · Aular · Babor · Balderstone · Barceló · Bárta · Berwick · Cepeda · Etxeberria 
· Fernández · González · Guardeño · Hailemichael · Johnston · Leitão · López · Murguialday · Nicolau · Prades ·Schlegel · Silva · Sorarrain · Díaz (stagiair) · Ibáñez (stagiair)